# Уан-Таймс-Сквер
Уан-Таймс-Сквер (англ. One Times Square; также Нью-Йорк-Таймс-билдинг) — 25-этажный 111-метровый небоскрёб авторства архитектора Сайруса Айдлица, расположенный на пересечении 42-й улицы и Бродвея в Нью-Йорке.
Башня изначально была построена в качестве штаб-квартиры газеты The New York Times, официально переехавшей туда в январе 1904 года из здания на Парк-Роу, 41. Восемь лет спустя газета вновь переехала — в здание по адресу Западная 43-я улица, 229. Даже после переезда газеты здание осталось доминантой Таймс-сквер в немалой степени благодаря ежегодному спуску новогоднего шара и общедоступной публикации новостей на электронных табло, начиная с 1928 года.
После своей продажи Lehman Brothers в 1995 году здание стало использоваться в первую очередь как популярная рекламная площадка. Владельцы здания Уан-Таймс-Сквер в 2012 году получили 23 миллиона долларов за рекламные билборды, размещённые на нём.
Большинство помещений небоскрёба остаются незанятыми, кроме основного арендатора: фармацевтической кампании Walgreens, занимающей нижние этажи. В ноябре 2008 года, перед торжественным открытием головного офиса, Walgreens установила новое цифровое табло на стенах здания. Гигантская цифровая панель была разработана Gilmore Group и изготовлена компанией D3 LED. Площадь панели составляет около 1600 м². Она размещена с обеих широких сторон здания и содержит 12 миллионов светодиодов, превосходя по площади электронное табло NASDAQ, расположенное рядом на Таймс-сквер.
В 2017 году были озвучены планы по созданию нового музея Таймс-сквер и обсерватории на незанятых площадях здания. На фасадах небоскрёба размещено множество традиционных и электронных рекламных щитов. Благодаря значительной прибыли от рекламы Уан-Таймс-Сквер считается одной из самых ценных рекламных площадок в мире начиная с 1904 года, когда на здании появилась первая электрическая реклама.

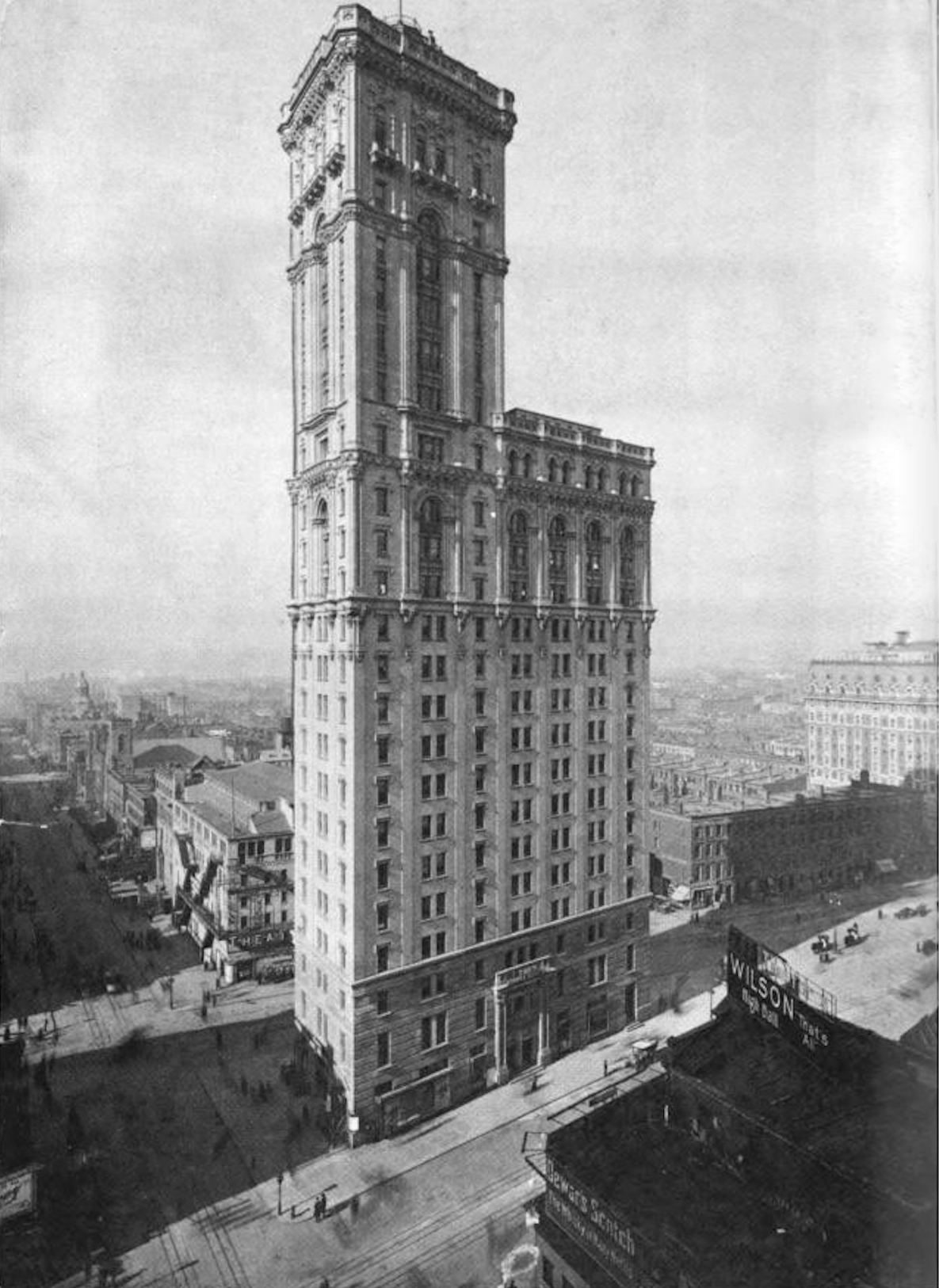
Небоскрёб в 1906 году
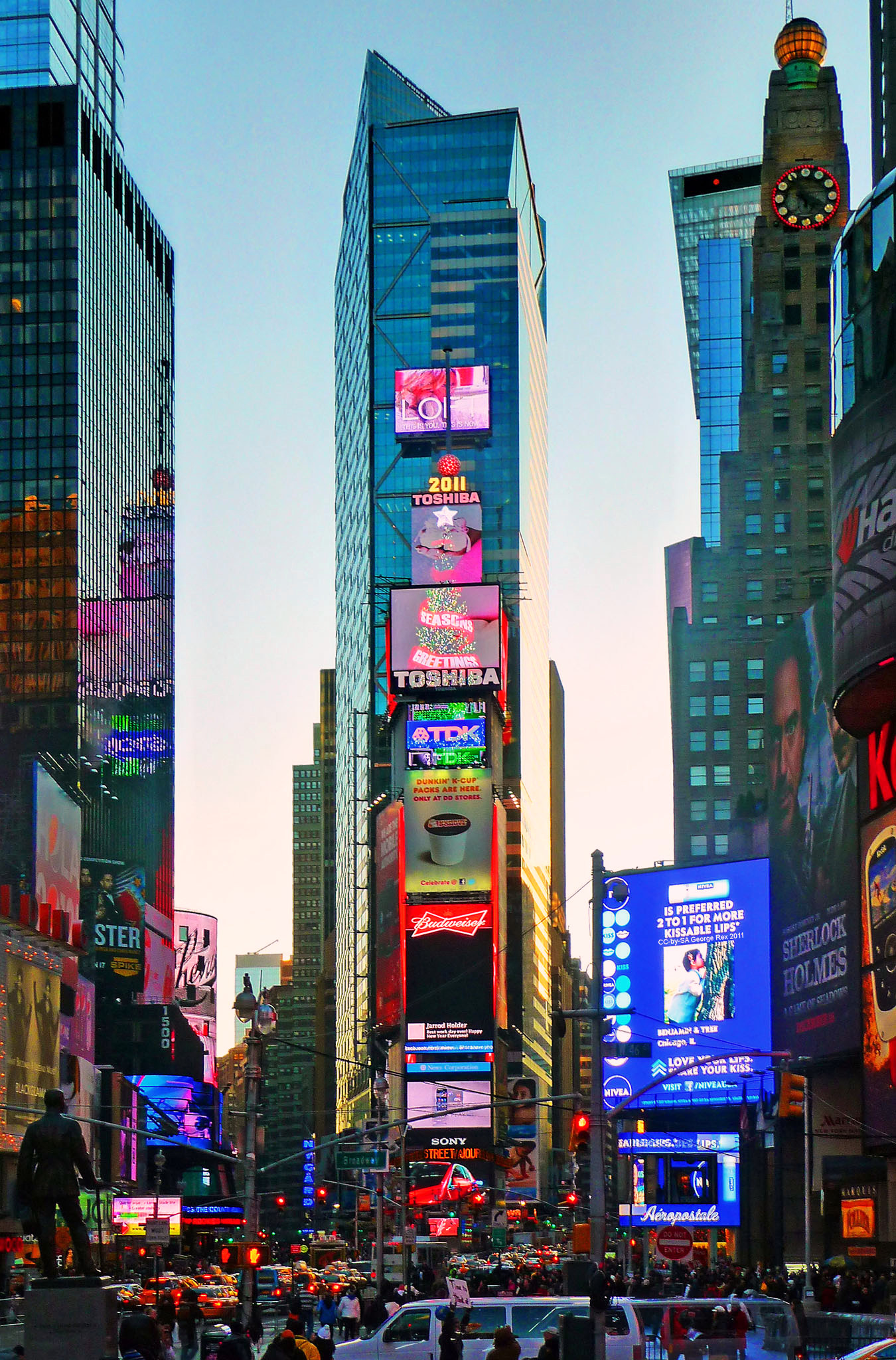
Небоскрёб в 2011 году